# NGC 87
NGC 87は、ほうおう座の方角にある不規則銀河である。NGC 88、NGC 89、NGC 92とともに相互作用銀河の関係にあり、ロバートの四つ子銀河というグループを形成している。1834年9月30日にジョン・ハーシェルによって発見された。